# Olha Herassymjuk

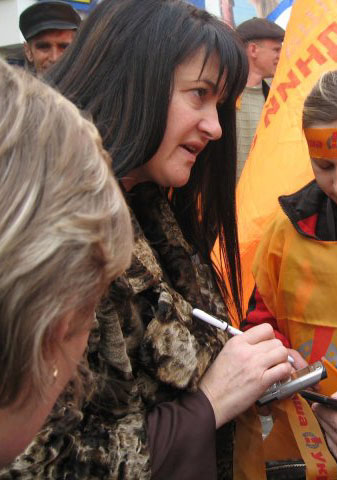
Olha Herassymjuk (2007)

Olha Wolodymyriwna Herassymjuk (ukrainisch Ольга Володимирівна Герасим’юк, * 21. Oktober 1958 in Pyrjatyn) ist eine ukrainische Journalistin, Fernsehmoderatorin und Politikerin.

## Leben
1981 schloss sie ihr Studium an der Fakultät für Journalismus der Schewtschenko-Universität Kiew ab. Von 1981 bis 1990 arbeitete sie als Korrespondentin für zwei Zeitungen. Bis 1991 arbeitete sie als Ressortredakteurin der Zeitschrift Ljudyna i swit. Von Mai 1992 bis Juni 1994 war sie stellvertretende Chefredakteurin und Mitherausgeberin der Wochenzeitung Respublika. Von Juni 1994 bis Juni 1995 war sie Abteilungsredakteurin bei UNIAN. Sie absolvierte ein Praktikum als Journalistin in den USA und den Niederlanden und war freie Korrespondentin für die BBC. Im Juli 1995 hatte sie ihr Debüt im Fernsehen als Journalistin in der Informations- und Analysesendung „Pisljamowa“ mit Oleksandr Tkatschenko. Ab 1997 war sie Autorin und Moderatorin bei 1+1.
2006 wurde sie als Mitglied des Blok Nascha Ukrajina – Narodna samooborona zur Abgeordneten der Werchowna Rada gewählt, wo sie ab Juli 2006 Mitglied des Ausschusses für Meinungs- und Informationsfreiheit war. Von Dezember 2007 bis Dezember 2012 war sie Vorsitzende des Unterausschusses für die Zusammenarbeit mit der NATO und der EU des Ausschusses für europäische Integration der Werchowna Rada. Sie wurde stellvertretende Leiterin der ständigen Delegation der Ukraine bei der Parlamentarischen Versammlung des Europarates. Von September 2015 bis Dezember 2016 war sie Moderatorin des Autorenprojekts „Podoroschni“ bei UA:Perschyj.